# 샴페인 와인 지역

샹파뉴 지역의 포도재배 구역

프랑스 북동부의 유서 깊은 샹파뉴 지방에 속한 와인 지역은 지역 이름을 딴 스파클링 화이트 와인인 샴페인 생산지로 가장 잘 알려져 있다. EU 법률과 대부분의 국가의 법률에서는 파리에서 동쪽으로 약 160km 떨어진 이 지역에서 생산된 와인에만 "샴페인"이라는 용어를 사용하도록 제한한다. 샴페인의 포도 재배 경계는 법적으로 정의되어 있으며 유서 깊은 지방 내에서 5개의 와인 생산 지역인 오브, Côte des Blancs, Côte de Sézanne, Montagne de Reims 및 Vallée de la Marne으로 나뉜다. 랭스 시와 에페르네 마을은 이 지역의 상업 중심지다. 랭스는 프랑스 왕들의 대관식 장소이자 유네스코 세계문화유산으로 지정된 대성당으로 유명하다.
프랑스 북부 가장자리에 위치한 샹파뉴 와인 지역의 역사는 이 독특한 테루아르의 발전에 중요한 역할을 했다. 이 지역은 파리와 가까웠기 때문에 이 지역의 포도주 교역에서 경제적인 성공을 거두었지만, 마을과 포도밭은 프랑스의 수도로 가는 군대를 행진하는 길에 놓이게 되었다. 이러한 군사적 충돌이 자주 발생했음에도 불구하고 이 지역은 중세 초기에 고품질 와인 생산에 대한 명성을 얻었으며 17세기와 18세기에 훌륭한 샴페인 하우스가 등장하였고, 지역 생산자들이 스파클링 와인을 만들기 시작하면서 그 명성을 유지할 수 있었다. 이 지역에서 재배되는 주요 포도로는 샤르도네, 피노 누아르, 피노 뫼니에가 있다. 피노 누아르는 아우베 지역에서 가장 널리 재배되는 포도이며, 몽타뉴 드 랭스에서 매우 잘 자란다. 피노 뫼니에는 Vallée de la Marne 지역의 주요 포도이다. 코트 데 블랑(Côte des Blancs)은 거의 전적으로 샤르도네에만 전념한다.
샹파뉴 와인 지역의 독특하고 칙칙한 풍경과 그로 인한 농공업 체제는 17세기에 샴페인과 같은 스파클링 와인의 개발로 이어졌다. 그 결과, 이 지역의 많은 생산지와 와인 하우스가 2015년에 샴페인 언덕, 주택 및 저장고 부지의 일부로 유네스코 세계문화유산 목록에 등재되었다.